# Melankolia/XxxCouture
Melankolia/XxxCouture er det fjerde studiealbum fra den danske rapper L.O.C.. Albummet blev udgivet på den irske nationaldag Skt. Patricks dag den 17. marts 2008 på Virgin Records. Udgivelsen er et dobbeltalbum med syv numre på hver CD, og er hovedsageligt produceret af Rune Rask. De to CD'er indeholder L.O.C's egne fortolkninger af de syv dødssynder, set fra to forskellige vinkler. Den første CD, Melankolia, indeholder fortolkningerne, som han ser det igennem melankolien. Denne plade er gennemgående præget af en dyster stemning og tunge beats. Den anden CD, XxxCouture, indeholder hans fortolkninger, som han mener at populærkulturen ser på dem i dag. Mens der har været halvanden års mellemrum mellem L.O.C's tidligere studiealbum, var dette album to år undervejs. Den 1. marts reklamerede han for sit nye album ved at spille den første single "XxxCouture" ved Zulu Awards. Samtidig blev singlen valgt til P3's Uundgåelige i uge 9 (25. februar – 2. marts 2008).
Melankolia/XxxCouture debuterede som #1 på hitlisten, med over 20.000 solgte eksemplarer i den første uge. I juli 2008 modtog albummet platin for 30.000 solgte eksemplarer.

## Singler
Der blev udgivet tre singler fra Melankolia / XXX Couture, "XxxCouture", "Hvorfor vil du ikk'" og "Superbia". "XxxCouture" blev udgivet som albummets første single den 25. februar 2008. Den debuterede som #2 på hitlisten, og modtog i juni singlen platin for 15.000 solgte eksemplarer. Anden single, "Hvorfor vil du ikk'" udkom den 12. maj 2008. "Superbia", der gæstes af Simon Kvamm, udkom som tredje single den 15. august 2008. Singlen modtog guld i marts 2009 for 7.500 solgte eksemplarer.
Musikvideoerne til de tre singler blev optaget på Manila på Filippinerne i starten af 2008. Videoerne fungerer som en trilogi med individuelle historier i kronologisk rækkefølge med én gennemgående handling.

## Spor
| 1. | "Blod i min hud"                                  | Liam O'Connor                 | Rune Rask, Liam O'Connor                | 2:40 |
| 2. | "Tortur"                                          | O'Connor                      | Rask, O'Connor                          | 4:36 |
| 3. | "Hvorfor vil du ikk'"                             | O'Connor                      | Rask, O'Connor, Lounge Lizzards         | 3:40 |
| 4. | "#%!@ mig nu"                                     | O'Connor, Orgi-E              | Rask, O'Connor                          | 3:22 |
| 5. | "Flere midler" (featuring Marwan)                 | O'Connor                      | Rask, Michael "Seven" Summers, O'Connor | 4:08 |
| 6. | "Fordi jeg kan"                                   | O'Connor                      | Rask, Jo:El, O'Connor                   | 3:35 |
| 7. | "CFX (Chris Farley Experience)" (featuring Bai-D) | O'Connor, Andreas Bai Duelund | Rask, Lounge Lizzards, O'Connor         | 5:02 |

| 1. | "Superbia" (featuring Simon Kvamm) | O'Connor, Simon Kvamm | Rask, O'Connor                  | 2:58 |
| 2. | "Så Bizart"                        | O'Connor              | Rask, Lounge Lizzards, O'Connor | 3:34 |
| 3. | "XxxCouture"                       | O'Connor              | Rask, Lounge Lizzards, O'Connor | 3:22 |
| 4. | "Sl!k" (featuring Orgi-E)          | O'Connor, Orgi-E      | Rask, O'Connor                  | 3:22 |
| 5. | "Fellatio"                         | O'Connor              | Rask, O'Connor                  | 3:47 |
| 6. | "Uptivupti"                        | O'Connor              | Rask, O'Connor                  | 3:30 |
| 7. | "Bare en pige"                     | O'Connor              | Rask, Lounge Lizzards, O'Connor | 4:22 |

Noter
- "Blod i min hud", "Tortur", "Flere midler", "Sl!k", og "Fellatio" vokal af Kirstine Løgstrup.
- "Tortur" omkvæd af Andreas Bai Duelund.
- "#&%! mig nu" indeholder en sample fra "Cannibal" af VETO.
- "Flere midler" vokal af Marwan og Josef Aziz.
- "CFX (Chris Farley Experience)" omkvæd af Andreas Bai Duelund.
- "Superbia" vokal af Simon Kvamm.
- "Uptivupti" indeholder en sample fra "Boing" af Nik & Jay.